# Edgar von Spiegel von und zu Peckelsheim
Freiherr Edgar von Spiegel von und zu Peckelsheim (* 9. Oktober 1885 in Padrojen, Landkreis Insterburg; † 15. Mai 1965 in Bremen) war ein deutscher U-Bootkommandant im Ersten Weltkrieg, Generalkonsul in New Orleans und Marseille im Zweiten Weltkrieg und Schriftsteller. Er verfasste mehrere, vorwiegend autobiographisch geprägte Marinekriegsbücher. Sein erfolgreichstes Werk, das 1916 erschienene Kriegstagebuch U 202, hatte eine Auflage von 360.000 Exemplaren.

## Leben

### U-Bootkommandant, Generalkonsul
Edgar von Spiegel stammte aus der westfälischen Adelsfamilie Spiegel von und zu Peckelsheim. Der Sohn des Forstrates Adolf Freiherr Spiegel von und zu Peckelsheim und der Martha von Dresler und Scharfenstein wuchs im ostpreußischen Padrojen, Landkreis Insterburg, und in Danzig auf, absolvierte eine militärische Ausbildung an einer Kadettenschule und trat am 1. April 1903 als Seekadett in die Kaiserliche Marine ein. Im Jahr 1911 diente er als Oberleutnant zur See (seit 27. März 1909) auf dem Kleinen Kreuzer Cormoran und war als Führer der einheimischen Polizeitruppe an der Niederschlagung des Aufstands der Sokehs auf Ponape in Deutsch-Neuguinea beteiligt.
Im Ersten Weltkrieg war von Spiegel als Kapitänleutnant (ab 16. April 1915) von September 1914 bis Februar 1916 Kommandant des U-Boots U 32. Von Februar bis April 1917 kommandierte er dann U 93, das in einem Gefecht mit der als Segelschiff getarnten britischen U-Boot-Falle („Q-ship“) Prize unter dem Kommando von Lieutenant William Edward Sanders schwer beschädigt wurde. Von Spiegel und zwei Mann seiner Besatzung gingen in dem Gefecht über Bord, wurden von dem Q-ship gerettet und verbrachten den Rest des Krieges in britischer Kriegsgefangenschaft.
Zur Zeit der Weimarer Republik arbeitete er in der Schiffsbranche, ehe er Ende der 1920er Jahre in die Autobranche wechselte und General Manager der Graham-Paige Automobil GmbH in Berlin-Johannisthal, einem Tochterunternehmen des amerikanischen Automobilherstellers Graham-Paige, wurde. Er trat früh in die NSDAP (Mitgliedsnummer 348.182) ein und war während der NS-Herrschaft im diplomatischen Dienst tätig. Seine SS-Mitgliedsnummer 277.322 bestätigt den Eintritt 1936, gleich im Dienstrang eines SS-Obersturmbannführers. In den Jahren 1936/37 arbeitete er zunächst in der Dienststelle Ribbentrop an der deutschen Botschaft in London, ehe er 1937 Generalkonsul in New Orleans wurde. Wegen subversiver Aktivitäten („Fünfte Kolonne“) und Spionage ermittelte dort der amerikanische Geheimdienst FBI gegen ihn. Vom Keller des Konsulatsgebäudes „Van Benthuysen Elms Mansion“ aus informierte Baron von Spiegel wohl ab Beginn des Zweiten Weltkriegs deutsche U-Boote im Golf von Mexiko per Funk über Handelsschiffe, die den Hafen von New Orleans in Richtung England verließen. Nach der Kriegserklärung Deutschlands an die Vereinigten Staaten im Dezember 1941 musste von Spiegel die USA verlassen; er wurde dann Konsul in Marseille. Seit 1942 hatte er den Dienstrang eines SS-Oberführers. Spiegel war Beobachter der Zerstörung der Altstadt von Marseille. Nach dem Krieg behauptete er wahrheitswidrig, diese Zerstörung (durch SS und Gestapo) sei nötig gewesen wegen Seuchengefahr und wegen der „Sicherheit der (deutschen) Truppen“. Spiegel wurde, nachdem Marseille im August 1944 von den Alliierten befreit worden war, im November 1944 dem Stab RF SS zugeteilt. Spiegel starb 1965 in Bremen. Der Freiherr war seit 1914 zu Berlin mit Erna Lent verheiratet, das Ehepaar hatte keine Kinder.

### Schriftsteller
Edgar von Spiegel verfasste mehrere, vorwiegend autobiographisch geprägte Bücher über Kriegserlebnisse in der Kaiserlichen Marine. In dem Kriegstagebuch U 202 aus dem Jahr 1916 verarbeitete er seine Erfahrungen als Kommandant des U-Boots SM U 32 (Der Titel „U 202“ war fiktional; ein U-Boot mit dieser Bezeichnung gab es nicht). Das Buch war mit 360.000 Exemplaren eines der sechs auflagenstärksten Werke der deutschsprachigen Kriegsliteratur zwischen 1914 und 1939 und gehörte nach einer 25-Jahres-Bestsellerliste zu den 40 größten Publikumserfolgen überhaupt in dieser Zeit. Auch seine Bücher Oberheizer Zenne (1917, Auflage: 160.000 Exemplare) und U-Boot im Fegefeuer (1930, Auflage: 55.000 Exemplare) waren wirtschaftlich erfolgreich.
Eine englische Übersetzung des Kriegstagebuchs U 202 (U boat 202. The war diary of a german submarine, 1919) verkaufte sich sehr gut in den USA. Das Kriegstagebuch U 202 wurde auch als Vorlage für mehrere U-Boot-Theaterstücke und -Filme genutzt, z. B. für Gerhard Menzels Drehbuch für den Spielfilm Morgenrot (1933) über das Schicksal einer U-Boot-Besatzung im Ersten Weltkrieg.
Edgar von Spiegel verfasste auch zwei eigene Filmdrehbücher, übersetzte Raiders of the deep (1928), ein Buch über U-Bootkommandanten und U-Boot-Kriegsführung im Ersten Weltkrieg des amerikanischen Schriftstellers Lowell Thomas (1892–1981) und schrieb einen Liebesroman im Südsee-Milieu (Das Mädchen unter den drei Bäumen, 1930).
In einer literatursoziologischen Untersuchung zur Kriegsdichtung in der Weimarer Republik wird Edgar von Spiegel zu den typischen „orthodoxen“ Kriegsliteraten gezählt, die den Krieg „zumeist als glatte, bruchlose, affirmative Heroenerzählung“ schilderten. In seinem Werk Kriegstagebuch U 202 sei die stoffliche Grundlage, das authentische Erlebnis als U-Boot-Kommandant, erzählerisch stark überformt und bearbeitet, wobei teilweise eine Kompilation mehrerer Quellen erfolgte. Traditionelle Kriegsideale der Ritterlichkeit seien mit den Neuerungen der Kriegstechnik verknüpft, wobei Glücks- und Schicksalsmomente für den guten Ausgang des „Abenteuers“ Krieg wichtig seien.
Fragen der Ehre und der Ritterlichkeit spielten auch in dem Werk U-Boot im Fegefeuer eine zentrale Rolle. In diesem Buch wird unter anderem die britische Kriegsgefangenschaft Edgar von Spiegels nach der Versenkung seines U-Boots U 93 geschildert.

## Werke
Marinekriegsbücher:
- Kriegsbilder aus Ponape. Erlebnisse eines Seeoffiziers im Aufstande auf den Karolinen. Union Deutsche Verlagsgesellschaft, Stuttgart, Berlin, Leipzig 1912.
- Kriegstagebuch U 202. Verlag August Scherl, Berlin 1916. Übersetzungen: Englisch: U boat 202. The war diary of a german submarine. A. Melrose Ltd., London 1919 (übersetzt von Barry Domvile). Rumänisch: Jurnalul de bord al submarinului 202. Regele Carol, Bukarest 1917. Japanisch: 独逸潜航艇戦実録 U二〇二号 Doitsu senkōtei jitsuroku ū nimarunigō. 文雅堂 Bungadō, Tokyo 1917.
- Oberheizer Zenne. Der letzte Mann der Wiesbaden. Nach Mitteilungen des Oberheizers Zenne von Freiherr Spiegel von und zu Peckelsheim. Verlag August Scherl, Berlin 1916. Neuausgabe: Martin Schneider, Casilla Correo, Buenos Aires 1918 (Südamerika-Kriegsausgabe).
- U-Boot im Fegefeuer. Verlag August Scherl, Berlin 1930. Neuausgabe: Verlag Gerdes, Preetz 1963 (Zusammenfassung von: U-Boot im Fegefeuer und Kriegstagebuch U 202 in einem Band).
- Meere, Inseln, Menschen. Vom Seekadetten zum U-Boot-Kommandanten. Verlag August Scherl, Berlin 1934.
- Eine tolle U-Boots-Reise. Verlag Anst. Mager, Donauwörth 1934 (Reihe Jungdeutschland-Bücherei).
- Meine letzte Fahrt mit U 202. Verlag H. Hilger, Berlin 1935 (Reihe Hilgers Deutsche Jugendbücherei)
- 45000 Tonnen versenkt. Bertelsmann Verlag, Gütersloh 1937 (mit Zeichnungen von Karl Mühlmeister).

Meere, Inseln, Menschen und Meine letzte Fahrt mit U 202 wurden in der Deutschen Demokratischen Republik auf die Liste der auszusondernden Literatur gesetzt.
Roman:
- Das Mädchen unter den Drei Bäumen. Ein Südseeroman. Domverlag, Berlin 1931.

Übersetzung:
- Ritter der Tiefe. Von Lowell Thomas. Übersetzt und bearbeitet von Edgar Freiherr von Spiegel. Deutsche Verlagsgesellschaft, Berlin 1930. Neuausgabe: Wegweiser-Verlag, Auswahlreihe des Volksverbandes der Bücherfreunde, Berlin 1937 (Originaltitel: Raiders of the deep, 1928).
- Wir jagen deutsche U-Boote, Gütersloh: Bertelsmann, 1937 (Originalausgabe My mystery ships, London 1928, Gordon Campbell VC, Übersetzung durch Edgar Spiegel von und zu Peckelsheim)

Drehbücher:
- Drehbuchidee für den Spielfilm Morgenrot. UFA, Deutschland 1934.
- Drehbuch für den Spielfilm Volldampf voraus!. Carl-Froelich-Film, Deutschland 1934.
- Drehbuch für den Spielfilm Oberwachtmeister Schwenke. Carl Froelich-Film, Deutschland 1935.